# East Side Urchins Bathing in a Fountain
East Side Urchins Bathing in a Fountain je americký němý film z roku 1903. Režisérem je Edwin S. Porter (1870–1941). Film, který trvá zhruba jednu minutu, se natáčel v létě 1903 v New Yorku a premiéru měl říjnu 1903.
Film má podobný děj jako snímek Turning the Tables. 

## Děj
Film zachycuje skupinu dětí, jak se koupe ve fontáně na newyorské East Side. Zatímco chlapci plavou a cákají vodu na kolemjdoucí, na místě se objeví policista, před kterým se kluci dají okamžitě na útěk.